# К. Бапайя
Ковеламуди Бапайя или К. Бапайя — индийский кинорежиссёр
, снявший около 80 фильмов на языках телугу и хинди.
Дебютировал в кино в 1950-е, будучи помощником режиссёра К. Б. Тилака на его фильмах Muddu Bidda и Atha Okinti Kodale. Наибольшей популярности он добился в 1980-е, сняв подряд 6 фильмов с Митхуном Чакраборти, ставших всеиндийскими кинохитами: «Дом — это храм», «Вечность», «Лучше рая», «Храм любви (фильм)», «Неравный брак» и «Голос времени».
Его дядя — известный индийский кинорежиссёр, лауреат Raghupathi Venkaiah Award К. С. Пракаш Рао (1914—1996), двоюродный брат — К. Рагхавендра Рао (род. 1942). У К. Бапайи есть две дочери.